# Pałac Gunnebo

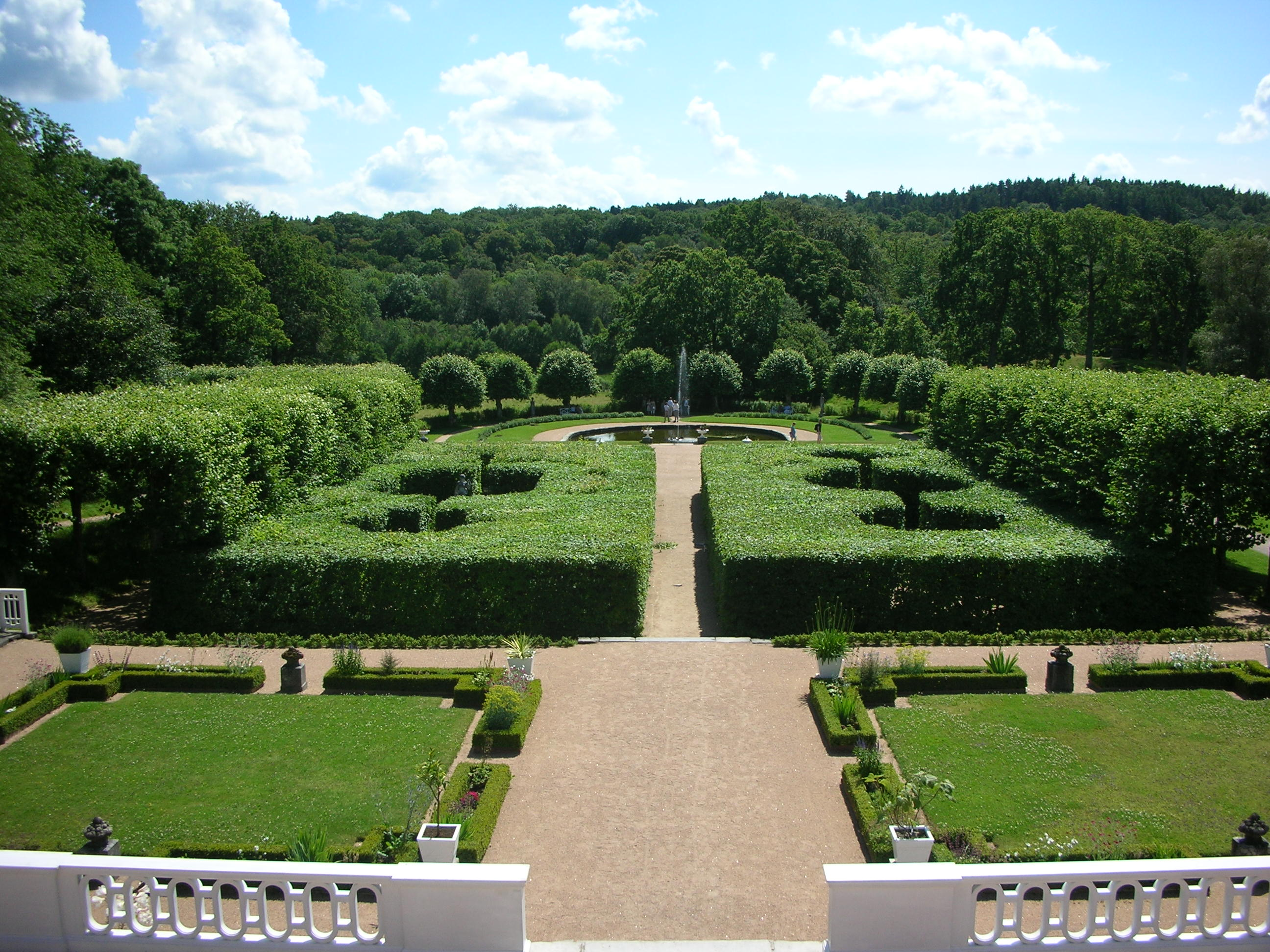
Ogród w stylu francuskim

Gunnebo (szw. Gunnebo slott) – pałac w północno-wschodniej części gminy Mölndal, pomiędzy Mölndal i Pixbo, w prowincji Västra Götaland, w południowo-zachodniej Szwecji.
W 2007 roku zamek został wpisany do szwedzkiego rejestru zabytków.

## Historia
Pierwsze wzmianki o Gunnebo pochodzą z 1397 roku. Gospodarstwo Gunnebodum należało wówczas do parafii Fässberg. 
W późniejszym czasie było również własnością królewską.
Gunnebo zbudowano jako letnią rezydencję nieszlacheckiej rodziny. Jako że gospodarstwo wcześniej było własnością królewską, Gunnebo nazwano zamkiem. Pod koniec XIX wieku, wszystkie wielkie dwory w Szwecji nazywano zamkami.
Drewniany dwór wzniesiono w 1778 r. w stylu neoklasycystycznym, z inicjatywy Johna Halla według projektu szwedzkiego architekta Carla Wilhelma Carlberga. Do budowy budynku, który ma 900 m² powierzchni i 25 pokoi, użyto sosen i jodeł z północnej Szwecji.
Od 1778 r. właścicielem dóbr był kupiec John Hall, a po jego śmierci jego syn – John Hall Junior. John Junior zbankrutował i był zmuszony do sprzedania Gunnebo w 1828 r. W 1832 r. posiadłość kupił za 10 000 szwedzkich talarów zamożny rzeźnik Johan Carlsson. Po sześciu latach Carlsson odsprzedał Gunnebo za 16 666 talarów Brytyjczykowi Johnowi Barclayowi i jego żonie Martinie. Po śmierci Barclaya Gunnebo zarządzał jego zięć, James Alexander Gibson. Kolejnym właścicielem był aptekarz Arthur Cavalli. W 1888 r. majątek kupił za 90 000 koron Wilhelm Denninghoff, który podarował Gunnebo w prezencie ślubnym córce Hildzie i jej mężowi baronowi Carlowi Sparre.
Zamek należał do rodziny Sparre do połowy XX wieku. Ostatnia z rodu, Margareta Sparre, opuściła Gunnebo na początku 1950 r. W latach 50. XX wieku posiadłość kupiła gmina Mölndal.
W 1916 r. w zamku kręcono niemy film "Kärleken segnar".

## Obecnie
Zespół zamkowo-parkowy Gunnebo jest miejscem wielu wydarzeń kulturalnych w gminie Mölndal. Odbywają się tu koncerty, co roku organizowane są obchody nocy świętojańskiej. Przy zamku działa teatr. Zwiedzający mogą obejrzeć oranżerię, a także trzy przyzamkowe ogrody, również zaprojektowane przez Carlsberga, w tym ogród barokowy w stylu francuskim.